# Ybor City

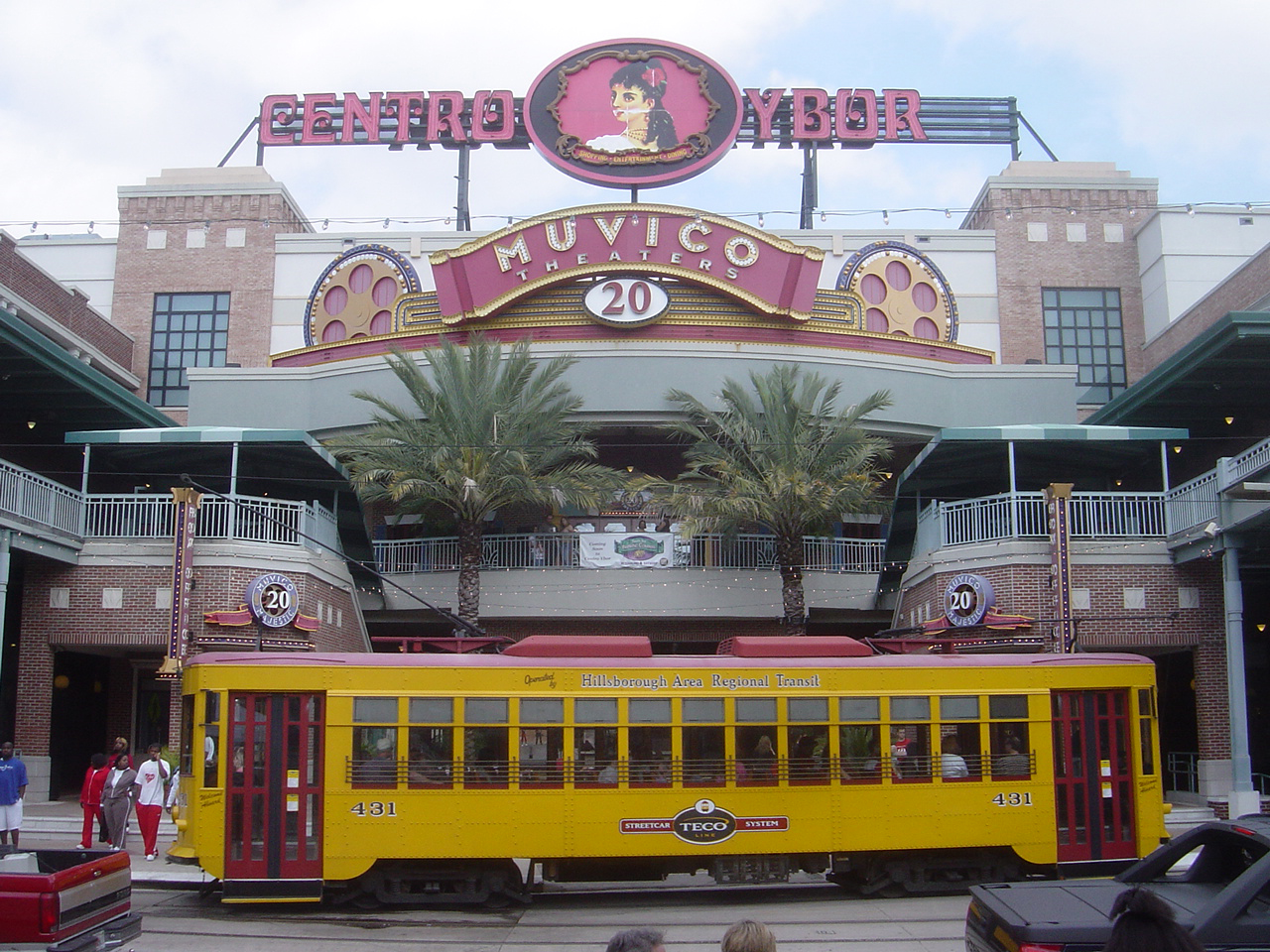
Un tranvía en Ybor City en el "Centro Ybor".

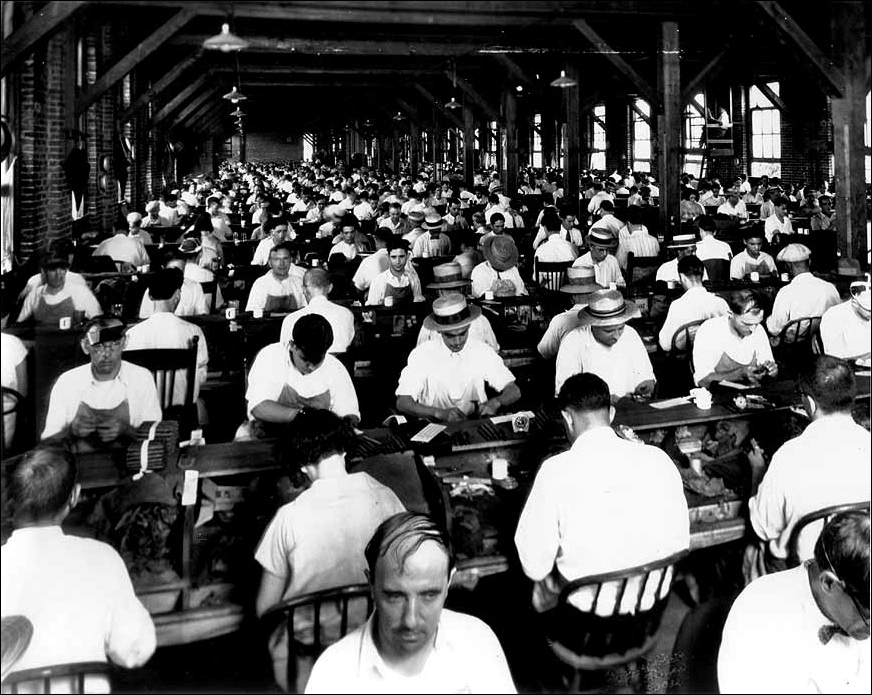
Interior de una fábrica de cigarros en Ybor City en los años 1920, industria empleadora de miles de españoles y cubanos en esa época.

Ybor City es un vecindario histórico en Tampa, Florida, Estados Unidos situado justo al noreste del centro de Tampa. Fue fundado en 1885 por un grupo fabricante de puros dirigido por Vicente Martínez Ybor y fue poblado originalmente por los inmigrantes cubanos, españoles (principalmente de Asturias) e italianos (principalmente de Sicilia), que trabajaron en las muchas fábricas de puros. La comunidad fue extraordinaria en el sur norteamericano por su naturaleza multiétnica y sus organizaciones cívicas, que incluyeron sociedades de ayuda mutua y la presencia de un activo sindicato. 
Ybor City creció y prosperó hasta la Gran Depresión, cuando una reducción aguda en la demanda mundial de puros finos comenzó un descenso lento. Hacia finales de la Segunda Guerra Mundial, una corriente constante de residentes dejaba el vecindario en envejecimiento. Este proceso se aceleró entre los años 1950 y 60, cuando el programa federal de "Renovación Urbana" ("Urban Renewal") y la construcción de la Interestatal 4 tuvieron como resultado la destrucción de muchos edificios en el área, la mayor parte eran viviendas. Virtualmente abandonado durante varias décadas, Ybor City sufrió un largo descuido y decaimiento.
A principio en los años ochenta, el área alrededor de la zona comercial antigua de Ybor City empezó una recuperación lenta; primero como un refugio para artistas, y después como un distrito popular de vida nocturna y entretenimiento en los noventa. Desde el año 2000, se han construido muchas unidades residenciales y la población del área ha aumentado constantemente.

## Comunidad española

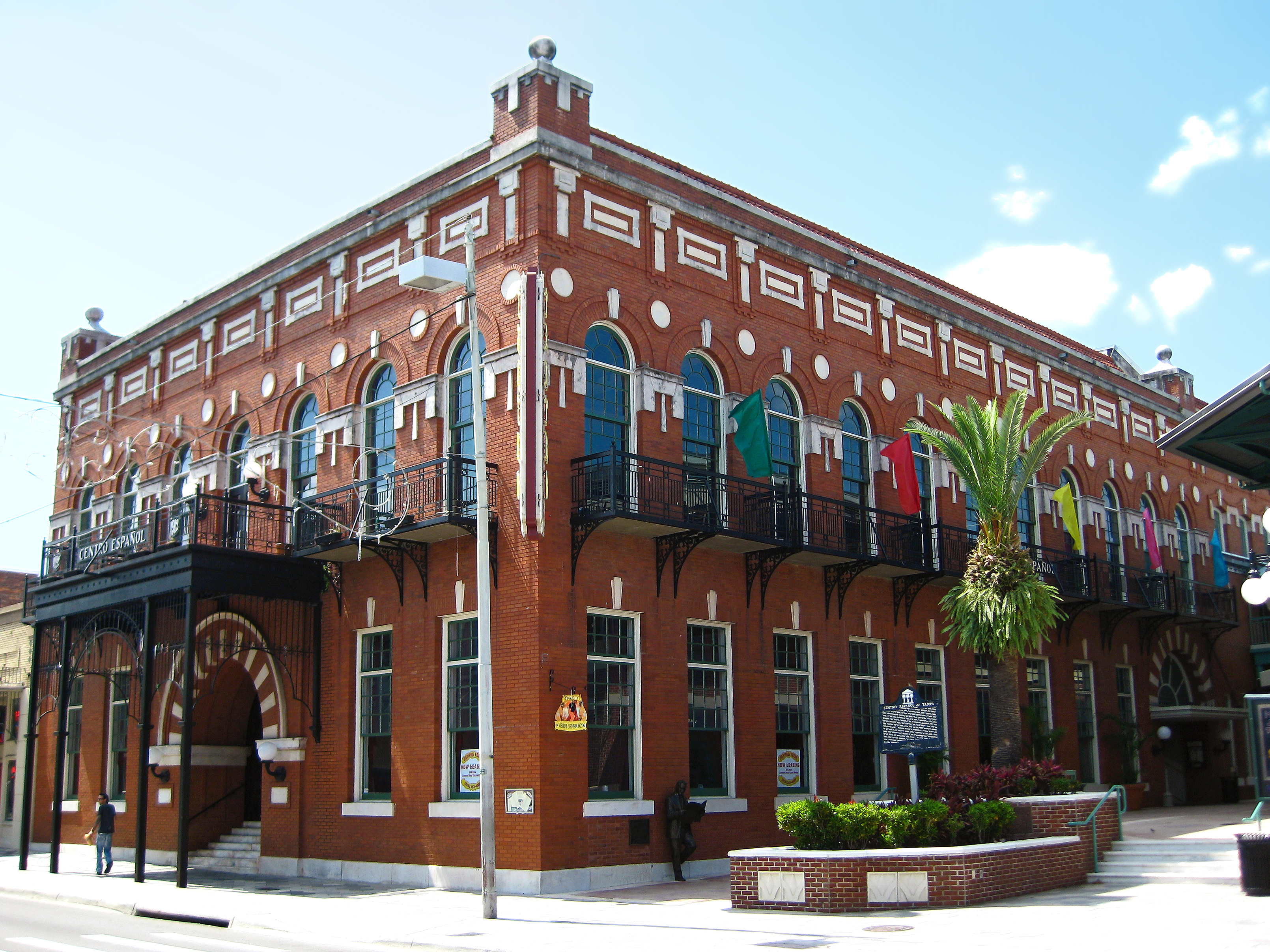
El Centro Español de Tampa construido en 1912 en Ybor City. Fue núcleo de la comunidad española en Tampa durante muchas décadas.

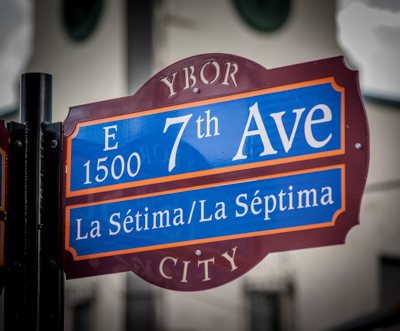
Cartel bilingüe español-inglés de la Séptima Avenida en Ybor City. El cartel indica "La Sétima/La Séptima" en homenaje a la mal pronunciación de algunos de los primeros hispanos del barrio. La inclusión de la versión mal escrita de "La Sétima" ha causado mucho debate durante años entre los que dicen que está mal escrito y se debería de corregir y otros que lo apoyan en honor al español cotidiano de la época.

### Auge de la comunidad
Ybor City fue fundada por la comunidad inmigrante en el siglo XIX, principalmente proveniente de España y Cuba, que para entonces era territorio español bajo la Capitanía General de Cuba. Los españoles venían a Tampa atraídos por las oportunidades laborales en las fábricas de Ybor City. Permaneció como un centro hispano muy importante para la comunidad hasta mediados del siglo XX.
La comunidad española crecía a gran ritmo a finales del siglo XIX que en 1891 se fundó el Centro Español de Tampa. Este fue el primero de varios centros sociales y sociedades benéficas que se llegarían a construir en el barrio. El Centro Español sirvió como modelo a seguir para varias organizaciones locales que le seguirían como el Centro Asturiano de Tampa, Círculo Cubano de Tampa, Unione Italiana, entre otros. Estos centros tenían un papel fundamental en el desarrollo de la ciudad y era de gran relevancia cultural, social y económica para la comunidad inmigrante.

### Cambios demográficos
Después de varias décadas de prosperidad y crecimiento, la comunidad española empezó a disminuir a mediados del siglo XX. Hay varios factores por su declive como la Gran Depresión y las nuevas restricciones en la inmigración a los Estados Unidos. Todo esto hizo que se disminuyera la llegada de nuevos españoles a la ciudad. La falta de oportunidades laborales en Tampa por la crisis económica en los Estados Unidos, también hizo que muchos españoles se fueran de la ciudad para buscar nuevas oportunidades en otros lugares, algunos de retorno a España.
Para finales del siglo XX la segunda y tercera generación de españoles en la ciudad se iban asimilando a la sociedad anglo local. Con mayor asimilación cultural, estas nuevas generaciones se identificaban cada vez más con la cultura general estadounidense.

## Guavaween

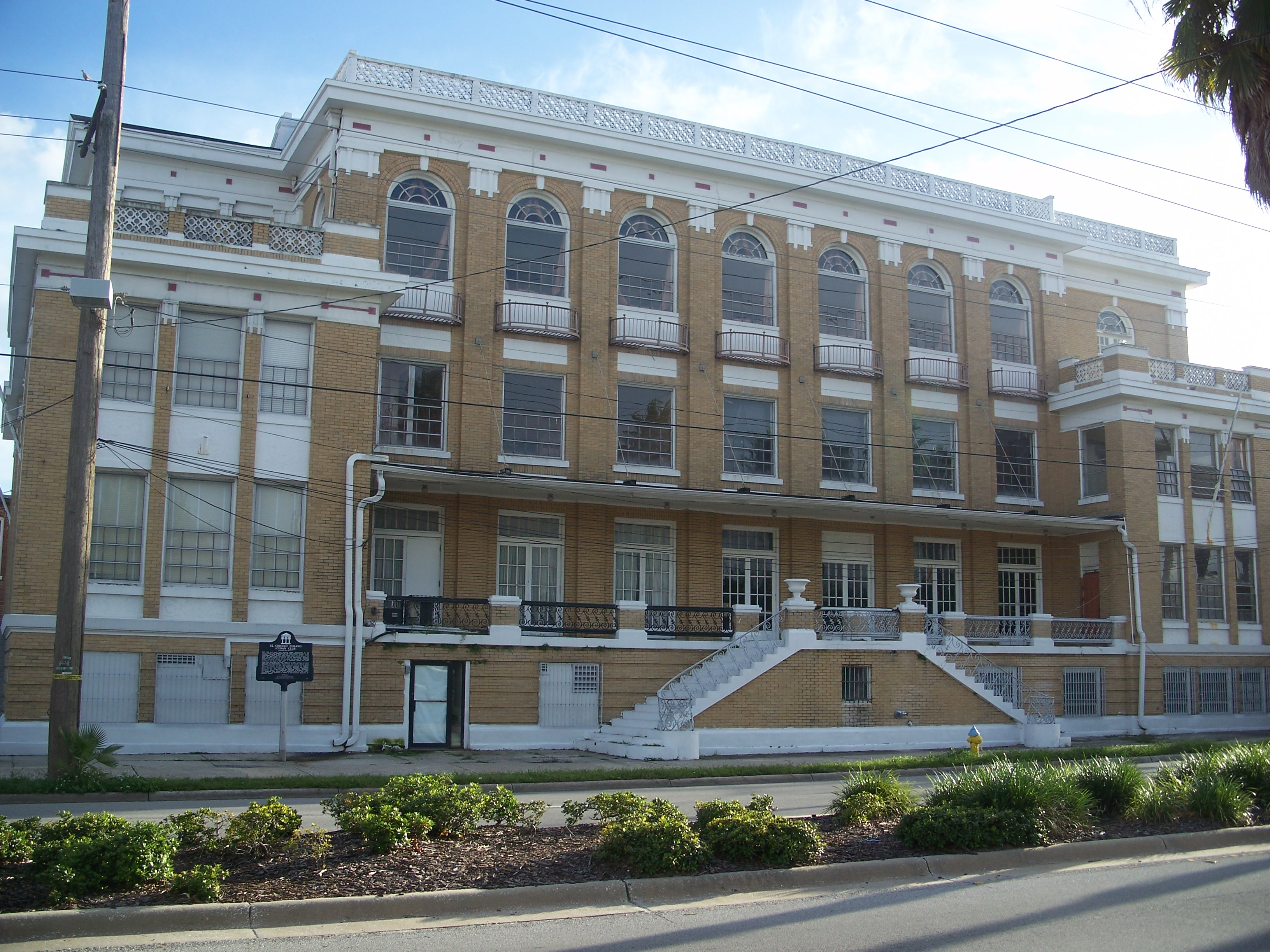
Fachada del Círculo Cubano de Tampa en Ybor City.

Ybor City sabe cómo festejar especialmente para la noche de brujas o sea Halloween. Cada año más de 100.000 personas se juntan para la loca celebración que se llama Guavaween. Todos se visten con trajes extraños y raros. El nombre viene de una leyenda. La leyenda dice que en los 1800s un español vino a Tampa en búsqueda de un bosque de guayaba. Su meta era que todos empezaran a comer gelatina de guayaba y que todos cocinaran con pasta de guayaba. Pero el clima hizo el plan de este español imposible y de esta manera entonces Ybor City se convirtió en la ciudad de los cigarros. Esta leyenda estaba en la mente de Steve Otto, quien era el columnista del periódico de Tampa Times que es ahora Tampa Tribune, cuando le puso el apodo de Big Guava ("Gran Guayaba") a Tampa en los 1970s. Entonces cuando tenían que ponerle un nombre a estas celebraciones, se decidió implementar lo de la “guava” (guayaba) en ello.

## Galería

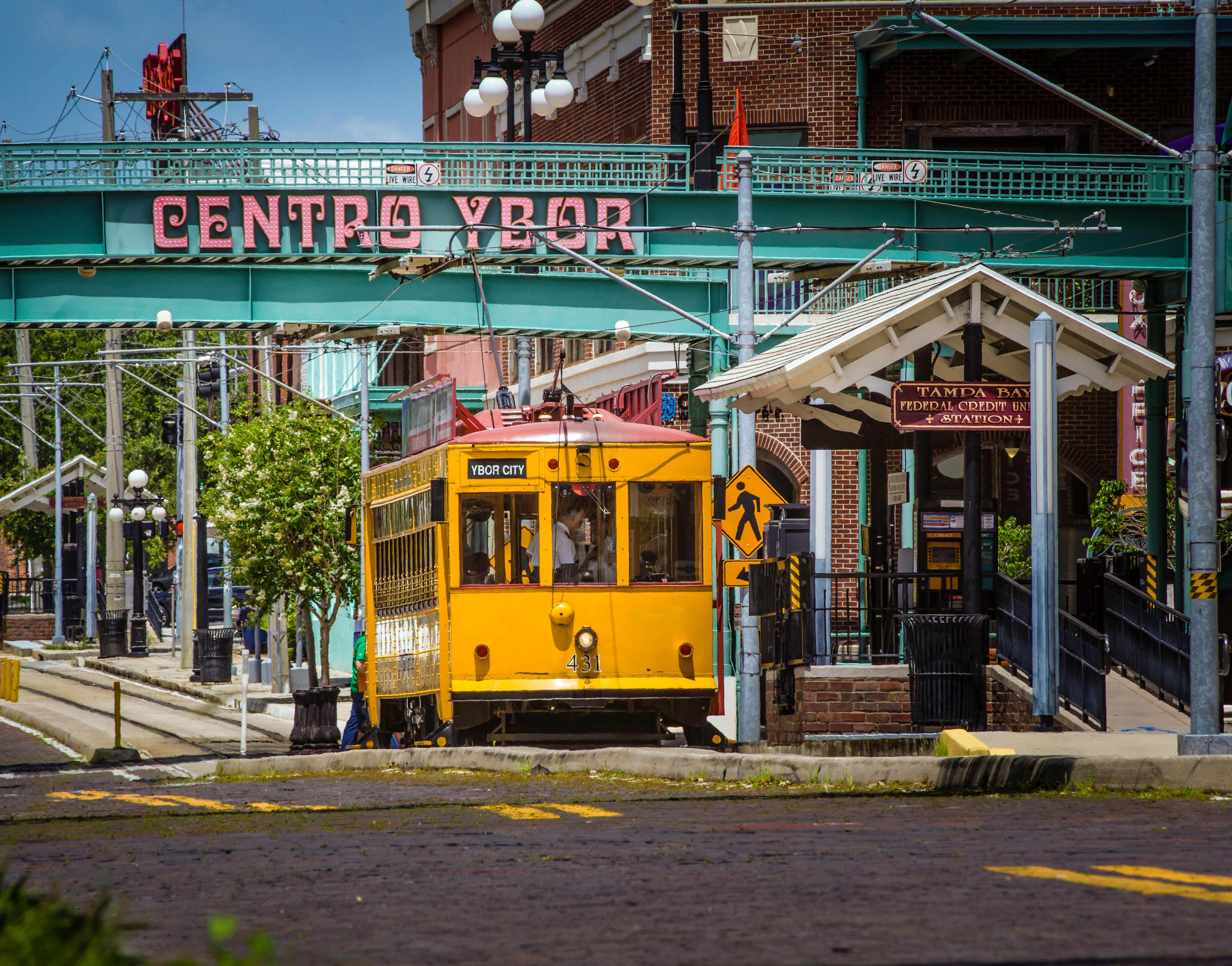
Tranvía en Ybor City.
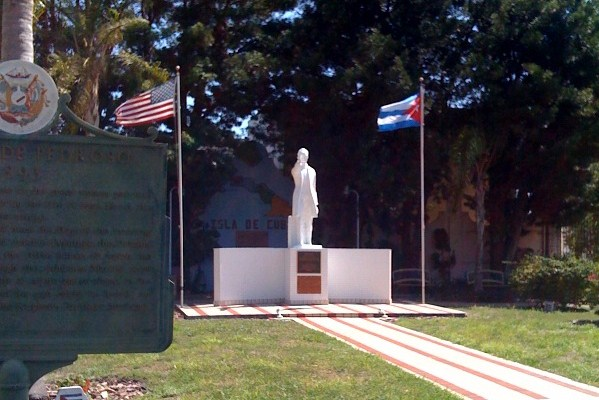
Estatua del escritor cubano José Martí.
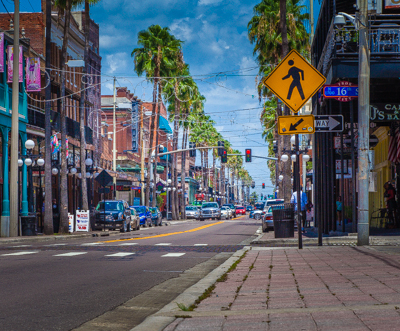
Vista de la Séptima Avenida de Ybor City.